# Человек-зверь (роман)
«Челове́к-зверь» (фр. La Bête humaine) — семнадцатый том цикла о Ругон-Маккарах французского писателя Эмиля Золя, роман-нуар и в то же время произведение, описывающее французскую железную дорогу девятнадцатого века. Главным героем произведения является Жак Лантье, сын Жервезы Маккар (героини романа «Западня») и её любовника Огюста Лантье. Роман был опубликован в 1888 году, его действие разворачивается в 1868–1870 годах.
Данный роман не входил в первоначальный список романов, которые автор планировал включить в цикл. Первое упоминание о книге встречается в записке, которая датируется 1871 или 1873 годом (это уже третий список произведений цикла. Текст ещё не имел собственного названия, но писатель уже планировал совместить описание жизни железной дороги с элементами судебного романа. Главным героем был назван Этьен Лантье (из романа «Жерминаль»), но впоследствии Золя ввёл в родословие Ругон-Маккаров нового персонажа. При создании материала писатель использовал элементы реальных судебных дел.
«Человек-зверь» является наиболее полной реализацией литературной концепции влияния наследования черт предков на жизнь человека, которую Золя развил на основе работ доктора Проспера Лукаса, и в то же время типичной реализацией натуралистического метода документирования, представленного в социальных романах. Роман также является интерпретацией взглядов писателя на проблемы технического прогресса и человеческой натуры.

## Название
Русский перевод названия произведения не совсем соответствует намерениям автора, для которого слово la bête в данном контексте означало животное и вписывалось в уже существующий роман «Западня» — ранний контекст разговоров о людях-животных: алкоголиках, руководствующихся примитивными инстинктами, или даже людях в целом, в котором инстинкты (по разным причинам) преобладали над рациональным. В романе «человек-зверь» (Жак Лантье) также сталкивается с «очеловеченным» паровозом Лизон, чьё движение, скорость, а затем разрушение в железнодорожной катастрофе автор описывает как историю жизни и смерти женщины.

## Идея и создание

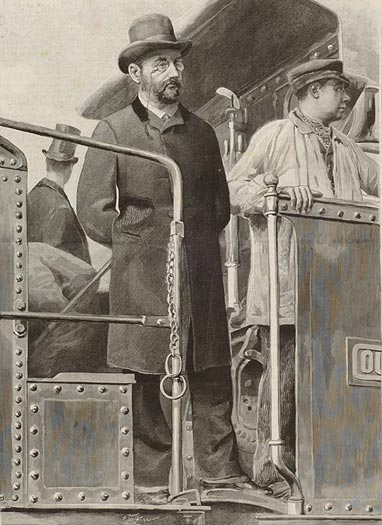
Чтобы лучше узнать окружающую среду железнодорожников, Эмиль Золя ездил на локомотиве

### Главный герой
Эмиль Золя совершил в «Человеке-звере» некоторую непоследовательность: он ввёл героя, который изначально не планировался в цикле, его нет в списке героев, составленном до начала работы. Жак Лантье не фигурирует в романе «Западня», посвящённом истории его матери и её бурным отношениям с Огюстом Лантье, где упоминаются два его брата — Клод и Этьен. Эмиль Золя планировал написать роман об убийце, который, в соответствии с популярной теорией XIX века, унаследовал преступление от своих родителей — алкоголиков. Согласно первоначальным планам, «человеком-зверем» должен был стать младший брат Жака — Этьен, герой «Жерминаля». Золя, работая над «Жерминалем», слишком привязался к этому персонажу, чтобы сделать его выродком и преступником в последующих частях, разрушая уже созданный образ благородного рабочего-активиста.

### Генезис сюжета
Создавая в 1868 году один из начальных набросков запланированной серии романов, Золя поместил в число запланированных героев из семьи Маккар — рядом с художником и проституткой — также убийцу. Эта концепция была затем указана в письме издателю. Герой, тогда Этьен Лантье, должен был стать «убийцей по наследству», преступником, в котором возник инстинкт убивать из-за алкоголизма его родителей. Автор утверждал, что подобные случаи были ему известны. Во время своей журналистской работы он несколько раз сообщал о судебных делах и был крайне заинтересован как в подозреваемых, так и в функционировании пенитенциарной системы; первоначально «роман об убийце» должен был касаться судебной системы.
Анри Винсено отмечал, что близкое соседство дома Золя в Медане и недавно открывшейся железнодорожной линии из Парижа в Гавр вызвало интерес писателя к развитию железной дороги, он даже стал одержим поездами как новыми элементами социальной реальности и в то же время символами и носителями прогресса. В течение короткого времени Золя даже был склонен полагать, что быстрое движение, которое возможно по железной дороге, предотвратит войны и гуманитарные катастрофы. Писатель провёл много времени, наблюдая за поездками на поезде, включая экспресс до Гавра, который сыграет решающую роль в получившемся романе. Он много раз посещал вокзалы в Париже и машинное отделение в Батиньоле, рисовал и описывал структуру железнодорожной линии и железнодорожного моста, а также интересовался спецификой жизни железнодорожников. В 1878 году, во время встречи с Эдмондо де Амичисом, он рассказал ему о запланированном произведении, в котором должны были появиться многочисленные сцены, связанные с железной дорогой, включая описание усилий машиниста и локомотив с местом происшествия. Последняя концепция имела тесную связь с одним из кошмаров, изводящих Золя, который он неоднократно доверял своему врачу —иррациональный страх перед поездом в туннеле: он боялся, что два входа в туннель рухнут, заживо похоронив пассажиров транспортного средства.
В 1882 году проект романа о поездах был настолько конкретизирован, что Золя смог представить общий фон работы, фактически использованный позже в «Человеке-звере»: пустые равнины, через которые проходит экспресс, одинокий дом у рельсов и женщина с флагом на железнодорожном переезде, что создавало ощущение изоляции. Два года спустя, по воспоминаниям братьев Гонкур, Золя уже работал над романом, главным героем которого был железнодорожник, в котором должен был появиться мотив забастовки и судебная власть. Это наводит на мысль о первоначальной связи между «Человеком-зверем» и «Жерминалем», что представляется вполне вероятным в свете планов Золя, связанных с фигурой Этьена Лантье, который в романе «Западня» готовился работать машинистом поезда. Автор решил сделать его шахтёром только при сборе материалов для «Жерминаля».
Окончательный проект романа был создан, когда Золя объединил железную дорогу с уже запланированным романом о «человеке-звере», совершающем преступление, и романом о судебной власти. Обоснование литературной концепции произошло под влиянием растущей философской дискуссии об убийстве и «праве на убийство» выдающимися личностями (роман Достоевского). Одновременно бурное развитие получили судебная медицина, антропология и криминология, а в 1887 году огромную популярность приобрели исследование «Преступный человек», написанное итальянским антропологом Чезаре Ломброзо, и работы Габриеля Тарда, посвящённые аналогичным темам. Золя поддерживал тезисы, содержащиеся в обоих томах о социальной и антропологической основе преступления, которое может быть вызвано как чисто внешними факторами, так и наследственным бременем. В 1886 году писатель уже специально анонсировал роман о преступности и железной дороге. Интерес к работе до её создания был настолько велик, что к автору пришли представители профсоюзов, железнодорожники, которые надеялись, что планируемый роман сыграет важную роль в пропаганде эксплуатации железнодорожников, так же, как «Жерминаль» повысил интерес к судьбе шахтёров.

### Влияние подлинных историй
Заметки автора показывают, что Золя сознательно использовал в истории «Человека-зверя» по меньшей мере три подлинных уголовных дела, известных ему из прессы: дело супругов Фейнару, убийство префекта департамента Эр Баррема и известного польского политика Пуансо. Из первой истории писатель воспользовался мотивом убийства из мести: Габриэла Фейнару изменяла своему мужу с сотрудником его аптеки, и после раскрытия романа муж заставил её принять участие в убийстве любовника. Это случилось в заброшенном доме в Шату. Убийства Баррема и Пуансо были совершены в поездах, а их преступники так и не были найдены. Оба случая, однако, стали поводом для развязывания насильственных антиправительственных кампаний. Использование достоверных эпизодов ускорило работу по созданию основного действия романа, который был набросан как последний.

## Сюжет

Схема железнодорожной линии Париж-Гавр, на которой разворачивается история

Главный герой произведения, Жак Лантье, работает машинистом на станции в Гавре, управляя локомотивом, который он ласково называет Лизон. Жак скрывает от всех свою психическую болезнь: он хочет овладеть женщиной, а затем убить её. Только работа — скоростной поезд — может отвлечь его мысли от желаемого убийства.
Однажды Лизон не может покинуть Гавр из-за поломки; получив вынужденный отпуск, Жак приезжает в деревню к своей тете со стороны отца, Фази Мизар, жене управляющего местного железнодорожного вокзала Круа-де-Мофра. Тётка подозревает своего мужа в том, что он с некоторого момента отравляет её, желая получить более 1000 франков приданого, которым она никогда не хотела делиться с ним. Женщина спрятала деньги в известном только ей месте и объявляет Жаку, что она скорее умрёт, чем отдаст часть этой суммы. Жак также встречает её дочь Флору, которая влюблена в него. Соблазненный ею, он снова чувствует желание убить молодую женщину, но в последний момент ему удается сбежать от неё. Он достигает железнодорожных путей, где на мгновение видит сцену убийства в поезде, выходящем из туннеля. Ему кажется, что это дало ему его собственное воображение, однако, через несколько сотен метров, Мизар и его помощники на путях находят труп, который оказывается одним из королей железнодорожной промышленности — Гранмореном.
Убийство было делом рук начальника станции в Гавре — Рубо — и его жены Северины. В тот день Рубо узнал, что его жена Северина, приемная дочь Гранморена, подвергалась сексуальному насилию со стороны опекуна. Он заставил ее написать письмо, в котором Северина попросила Гранморена покинуть Париж с экспрессом до Гавра. В туннеле Барантен прямо перед Круа-де-Мофра происходит убийство. Смерть влиятельного и богатого человека — огромный политический скандал: в связи с гибелью Гранморена сразу же были подняты истории о его педофильных наклонностях. Северина, которая по завещанию умершего получила от него имущество в Круа-де-Мофра, становится одной из подозреваемых наряду со своим мужем. Обоих допрашивает следственный судья Денизе, и Жак призван быть свидетелем. Хотя он узнаёт убийц, он слишком очарован Севериной, чтобы предать её суду и в итоге умышленно вводит следователей в заблуждение. Сначала Денизе хочет продолжить расследование, утверждая, что виноват рецидивист Кабюш, житель района Барантен. У него был серьёзный мотив: его невеста Луизетта, сестра Флоры, после замужества Северины стала служанкой в доме сестры Гранморена и была изнасилована им, а защищаясь, поранила себя, что вместе с общим шоком вызвало её смерть. Однако Ками-Ламотт, влиятельный партнёр Гранморена, убеждает следователя отклонить дело как слишком рискованное с политической точки зрения. Тот следует этому совету, хотя у него в руках доказательство вины Северины: письмо, в котором она просит Гранморена покинуть Париж.
Жак и Северина становятся любовниками, счастье заставляет молодого машиниста перестать чувствовать желание совершить преступление, и он считает, что исцелён. Муж Северины в конечном итоге узнает обо всём, но не протестует; после убийства он стал игроком, испытывающим неодолимую тягу к игре, и пьяницей. В браке всё чаще и чаще доходит до ссор. Тем временем Флора, узнав о любовнице Жака, решает убить их обоих в железнодорожной катастрофе, которую провоцирует при возгорании в Круа-де-Мофра. Поезд врезается в повозку с камнями; около десятка погибших, но Жак и Северина не пострадали. Обескураженная неудачей Флора, сознавая возможную ответственность за возникновение аварии,  совершает самоубийство, бросаясь под поезд.
Северина убеждает Жака убить её мужа и сбежать с ней в Америку. Жак, однако, не способен хладнокровно убивать, хотя он чувствует рецидив болезни со времени, когда Северина подробно описала смерть Гранморена. Когда первая попытка убийства по этой причине не удалась, Северина готовит ловушку для мужа дома в Круа-де-Мофра. Считая, что это убедит её любовника убить её мужа, Северина соблазняет его и флиртует; в результате Жак, поддавшись безумию, убил её, а затем сбежал. Сразу после этого Кабюш вошел в дом, где его застали с бездыханным телом девушки на руках. Его обвинили в убийстве — вместе с оказавшимся неподалеку от места преступления Рубо, который подошёл к дому в этот момент с Мизаром. Жак, вновь вызванный в качестве свидетеля, не говорит правду суду, спокойно обрекая Рубо на каторжный труд на протяжении всей оставшейся тому жизни. Расследование смерти Гранморена возобновляется — теперь Денизе больше не сомневается в вине Кабюша, хотя Рубо ради снятия обвинения в убийстве жены признаётся в совершённом им ранее преступлении. Однако его версию расценивают как маловероятную. Здесь тоже осуждён невинный человек.
Через несколько месяцев начинается война с Пруссией; Жак отвечает за транспортировку солдат на фронт. Когда поезд с солдатами несётся на полной скорости, между Жаком и механиком Пекэ идёт борьба из-за женщины. В конечном итоге оба выпадают из поезда и гибнут под колесами. Тем временем уже никем не управляемый состав, в котором мобилизованные распевают песни, на всех парах мчится вперёд.

## Особенности и послание романа

### Герои и их устройство

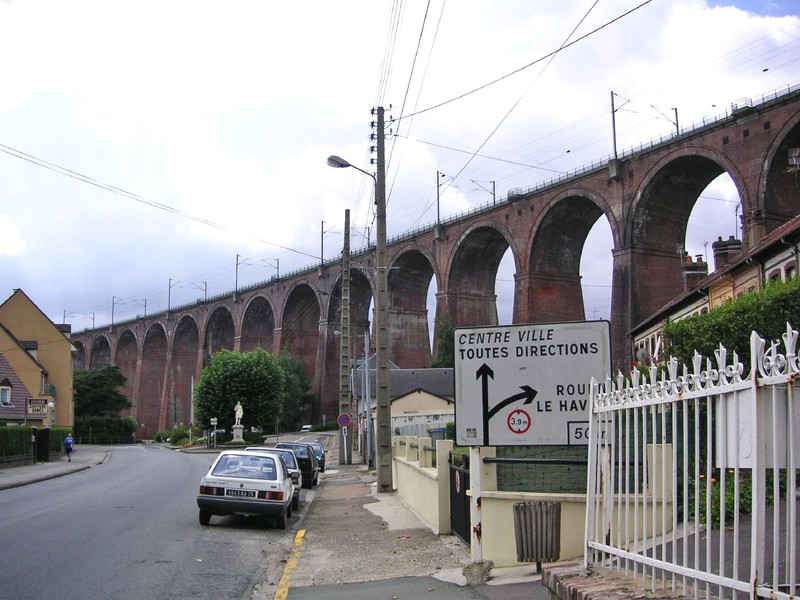
Виадук в Барантен по маршруту из Парижа в Гавр, описанному в романе

Персонажи «Человека-зверя» полностью определяются своим происхождением, унаследованными чертами характера и, в меньшей степени, окружающей средой или конкретными обстоятельствами. Хорошо видно, что Золя создал героев романа с целью доказать конкретные предвзятые идеи, которые раскрывают даже физиономии большинства главных героев (у Жака и Мизара «физические черты убийц», лицо Северины выражает разрушенные изящество и невинность, Флора — воплощение простой сельской девушки). Существование «убийственных инстинктов» также подтверждается повторяющейся темой «животного», присущей психологии персонажей, вызывая их внезапные личностные кризисы и заставляя их действовать разрушительно. Хотя тема «внешней силы», называемой «это» (fran. ça), которая вызывает определённое поведение человека, появилась уже в более ранних томах цикла, в «Человеке-звере» она повторяется наиболее последовательно и вызывает самые экстремальные формы поведения. Персонажи не очень глубоко описаны психологически, кроме анализа их поведения в некоторые моменты действия, их характеристика производится только путём накопления информации о занятости, интересах, внешности и т. д.. Золя основывает описание каждого персонажа на нескольких отличительных особенностях (физических или психологических), которые он вызывает при каждом появлении данного персонажа — например, Рубо неоднократно описывается как человек, совершающий жёсткие жесты, Флора — как «девственница и воин», а Северина — как женщина с тревожным выражением глаз.

### Тема убийства

#### «Человек-зверь» и «Преступление и наказание»

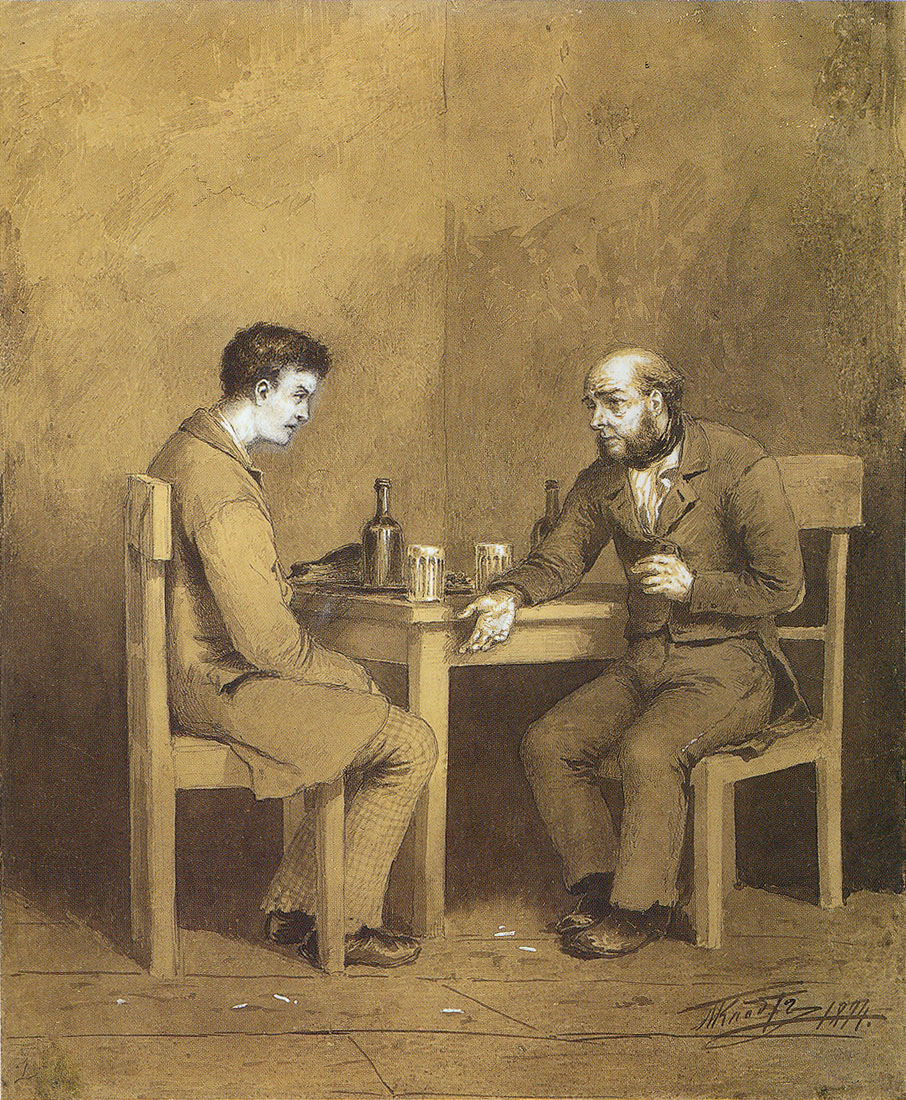
Иллюстрация к «Преступлению и наказанию» Достоевского — роману, вдохновившему Золя на написание «Человека-зверя»

«Человек-зверь» считается вершиной натуралистической концепции наследования — показывает человека, который только благодаря генетическим факторам, усиливающим «первоначальные инстинкты», вынужден совершать преступления. Мартин Бернард сделал интересное сопоставление «Человека-зверя» с «Преступлением и наказанием», указав на различия в мотивации героя — убийца как выражение общих различий в тенденциях в современной западной и русской литературе. Кстати, Золя не только знал роман Достоевского, но и, согласно сохранившимся заметкам, хотел, чтобы ранее запланированный «роман об убийце» был сопоставим с романом русского писателя. Однако, в отличие от Достоевского, чей Раскольников создает философское обоснование совершённого убийства, Золя рассматривает убийство возможным только в момент «гуманизации» человека, мгновенной победы инстинкта над разумом. Герой романа, хотя и психически болен, не способен убивать хладнокровно и, совершая преступление, навязанное ему убийственным инстинктом, помноженным на болезнь, почти физически ощущает «животную» сторону своей природы. Аналогичным образом, другие, казалось бы, благополучные преступления являются следствием аналогичных мотивов: убийство Гранморена является результатом ревности, а Северина планирует убийство своего мужа, одержимая похотью. Таким образом, роман должен был выразить конфликт между животной и рациональной природой человека, который символизируется в песенных поездах, символом прогресса и силы человеческого разума. Автор подчеркивает, что разрыв с порядочным человеческим поведением необратим: Рубо, по прошествии времени после убийства, начинает пить, терпит любовника своей жены, не заботится о семье, пренебрегает работой, в которой когда-то был примером.
Особая ссылка на Достоевского в романе — это фигура судьи Денизе, амбициозного и интеллигентного человека, который с его «рациональным» взглядом на преступление и попыткой разоблачить убийц Гранморена, а затем Северины, каждый раз строит, казалось бы, логическую последовательность событий, которая приводит к неправильному человеку. Результатом такого способа рассуждения — вместе с ложными признаниями Жака в обоих случаях — является первое подозрение, а во втором — осуждение невинных людей. Такое совпадение является одновременно критикой французской судебной системы.

#### «Человек-зверь» и «Преступный человек»
Золя совершенно явно черпал элементы концепции преступления из Ломброзо. Он даже взглянул на физические показатели «предрасположенности к преступности», которые видны у Жака, Мизара, Рубо, а возможно, и у Флоры — речь идёт о таких признаках, как низкий лоб, отсутствие волос на лице, острые черты лица и т.п. Он подчеркнул, что никакая степень развития цивилизации или даже ежедневный контакт с последними изобретениями не устранят врождённых, иногда пугающих человеческих инстинктов. Жак остаётся предрасположенным к убийству, хотя работает в окружении поездов — символов прогресса. Ситуация аналогична в случае Рубо. Даже изобретения человеческой технической мысли несут признаки разрушительных инстинктов людей: поезда, несущие прогресс, являются одновременно мощными машинами, трудно управляемыми и обладающими огромным потенциалом в плане возможностей уничтожения.

## Критика
Роман вызвал противоречивые оценки — если Анатоль Франс в рецензии для «Le Figaro» писал о том, что эпический талант Золя сравним с гомеровским пафосом, то Ромен Роллан говорил о «грязном романтизме», присутствующем в произведении. Следует заметить, что роман является одним из наиболее популярных в серии — к 1972 году он занимал четвёртое место по числу проданных экземпляров среди других произведений цикла о Ругон-Маккарах.

## Экранизации
- Зверь в человеке / Die Bestie im Menschen — немецкий фильм, снятый режиссёром Людвигом Вольффом в 1920 году.
- Человек-зверь / La Bête humaine, французский фильм, снятый режиссёром Жаном Ренуаром в 1939 году. В главной роли Жан Габен.
- Человеческое желание / Human Desire, американский фильм, снятый режиссёром Фрицем Лангом в 1954 году. В главной роли Гленн Форд.
- Человек-зверь / La Bestia humana, аргентинский фильм, снятый режиссёром Daniel Tinayre в 1957 году.
- Жестокий поезд / Cruel Train, английский телефильм, снятый режиссёром Малколмом Мак-Кеем в 1995 году.